# Nuria López Marín
Nuria López Marín (Écija, Sevilla, 1978) es una líder sindical española, secretaria general de Comisiones Obreras de Andalucía (CCOO Andalucía). Fue elegida secretaria general en 2017 y reelegida en 2021 y 2025, siendo la primera mujer en ocupar este cargo en la organización. Con anterioridad, fue también secretaria de Juventud (2004-2008), secretaria de Empleo (2009-2013) y secretaria Política Institucional y Empleo (2013-2017).

## Formación
Nació en el municipio sevillano de Écija en 1978 en una familia trabajadora, de madre trabajadora del hogar y padre albañil. Es la mayor de tres hermanos. Asistió al colegio público astigitano Calvo Sotelo. Estudió Derecho en la Universidad de Sevilla, licenciándose en 2002. También es Técnica Superior en Prevención de riesgos laborales, en las especialidades de Seguridad, Ergonomía y Psicosociología aplicada. Es especialista en Género y Políticas de Igualdad.

## Trayectoria sindical
En 1999 López Marín se afilió a Comisiones Obreras (CCOO). En esos años, en lo que trabajaba como técnica visitadora de obras de prevención de riesgos en el sector de la construcción, inició su trayectoria sindical en Sevilla en el Sindicato Provincial de la Federación de Construcción, Madera y Afines (FECOMA), llamada Construcción y Servicios tras su fusión.  
En 2004 fue elegida para la Comisión Ejecutiva de Comisiones Obreras de Andalucía (CCOO-A), en la que se ocupó de la Secretaría de Juventud. Y en el X Congreso celebrado en 2009 fue reelegida, asumiendo la Secretaría de Empleo. Posteriormente en 2013 fue responsable de la Secretaría de Política Institucional y Empleo.  
Desde junio de 2017 es la secretaria general de CCOO Andalucía al ser elegida en el XII Congreso. López Marín fue triple pionera al llegar al cargo: la primera mujer en liderar la mayor organización territorial de CCOO, la persona más joven en ser elegida para el máximo cargo de responsabilidad en CCOO-A y la primera en lograr el acuerdo, consenso e integración de toda la organización en su candidatura única a la secretaría general. 
En el 13º Congreso celebrado en 2021 refrendó su informe  de gestión con el 95% de los votos y fue reelegida secretaria general de CCOO de Andalucía con más del 90% de los votos. Cuatro años después, en abril de 2025, fue reelegida en el 14º Congreso con el respaldo del 88% de las personas compromisarias y su gestión fue aprobada por el 93%.
Como activista sindical participa en mesas de negociación colectiva y conflictos laborales y aboga por el diálogo social. Forma parte del Consejo y del Comité Confederal de CCOO a nivel estatal y representa al sindicato en diferentes espacios de negociación. 